# Anatole Kitain
Anatole Kitain (en russe : Анатолий Китаин ; Saint-Pétersbourg, 17 septembre 1903 – Orange, 30 juillet 1980) est un pianiste russe.

## Biographie
Anatole Kitain naît à Saint-Pétersbourg dans une famille de musiciens professionnels. Ses frères, Robert et Boris sont violonistes et son frère Alexandre, est pianiste. Dès ses débuts il montre des résultats prometteurs, l'interprétation de ses propres nocturne à l'âge de six ans, étonne Glazounov. Il commence ses études au Conservatoire de Pétersbourg, mais l'instabilité politique de l'époque conduit sa famille à s'installer à Kiev, où il étudie au conservatoire, avec Sergei Tarnowsky. À la même époque d'autres pianistes effectuent leurs études au Conservatoire de Kiev, notamment Vladimir Horowitz, Alexandre Uninsky et Alexandre Brailowsky. Outre le conservatoire, Kitain devient l'élève en privé de Félix Blumenfeld, avec quelques autres, notamment Simon Barere et Horowitz.

### Exil
En 1923, avec sa famille, Kitain fuit la Russie. Il est lauréat du premier Concours Franz Liszt à Budapest (remporté par Annie Fischer). Kitain s'installe en France, mais le déclenchement de la seconde Guerre mondiale l'incite à s'installer aux États-Unis. Cependant, le succès public lui échappe. Dans ce qui semble avoir été une tentative de prendre un nouveau départ, il change son nom en 1944, pour Alexandre Karinoff, mais revient deux ans plus tard  à son nom. Malgré des critiques positives, il reste occulté par l'omniprésence de la figure de son ancien camarade de classe, Horowitz.

## Enregistrements
Il a fait plusieurs enregistrements américains avec son frère Robert et a donné son dernier concert le 22 octobre 1963. Il est mort à Orange, dans le New Jersey, en 1980.
De ses enregistrements européens, seuls restent ceux effectués pour Columbia. Ils montrent un pianiste à la technique et la musicalité abouties, avec de nombreuses ressemblances avec ses exacts contemporains, Horowitz et Simon Barere. Il est curieux que ces deux derniers soit devenus des noms familiers, alors que Kitain mourut dans l'obscurité.
Critiquant l'album « Anatole Kitain - The Complete Columbia Enregistrements 1936-39 », Classic CD magazine  écrivait : « Sur la preuve de ces 26 titres, amoureusement remastérisé dans un son presque uniformément remarquable, ici est l'un des grands pianistes du siècle… Je n'hésiterais pas à mettre cette parution importante dans mon top cinquante des plus grands enregistrements au piano sans aucun doute. » Cet album est de nouveau disponible (Apian APR6017). Voir la revue de Jeremy Nicholas dans la revue Gramophone d'août 2015 (pages 62-63).

## Sources
Les détails biographiques à propos de Kitain sont rares. Cette entrée est basée sur l'essai biographique Bryan Crimp dans le livret du disque Apian/APR 7029, et sur une brève autobiographie écrite en 1940 (voir Liens Externes)